# The Band
The Band byla kanadsko-americká rocková kapela založená v Torontu v Ontariu v roce 1967. Původní sestava se skládala z Kanaďanů Ricka Danka (basová kytara, kontrabas, housle, trombon, zpěv), Gartha Hudsona (klávesové nástroje, saxofon, trubka), Richarda Manuela (klavír, bicí, baryton saxofon, zpěv), Robbieho Robertsona (kytara), a Američana Levona Helma (bicí, mandolína, kytara, zpěv). Hudba The Band kombinovala prvky americany, folku, rocku, R&B, jazzu a country, což ovlivnilo umělce jako George Harrison, Elton John, Grateful Dead, Eric Clapton a Wilco.
Mezi lety 1958 a 1963 byla skupina známá jako The Hawks a byla doprovodnou kapelou rockabilly zpěváka Ronnieho Hawkinse. V polovině 60. let získali uznání díky doprovodu Boba Dylana na jeho koncertním turné v roce 1966 jako Dylanova první elektrická kapela. Po odchodu od Dylana a změně jména na The Band vydali své debutové album z roku 1968, Music from Big Pink, a následné album The Band z roku 1969, které sklidily uznání kritiků a komerční úspěch. Roger Waters z Pink Floyd ho označil za „druhé nejvlivnější album v historii rock and rollu“ a hudební novinář Al Aronowitz ho nazval „country soul…zvuk, který předtím nikdy nebyl slyšen“. Nejoblíbenější skladby The Band zahrnují „The Weight“ (1968), „The Night They Drove Old Dixie Down“ (1969) a „Up on Cripple Creek“ (1969). The Band později vydali Stage Fright (1970), Cahoots (1971), živé album Rock of Ages (1972), album cover verzí Moondog Matinee (1973) a Northern Lights – Southern Cross (1975). V roce 1969 skupina vystoupila na legendárním festivalu ve Woodstocku.
The Band odehráli svůj rozlučkový koncert 25. listopadu 1976. Záznam z akce byl vydán v roce 1978 jako koncertní film Poslední valčík (The Last Waltz), režírovaný Martinem Scorsesem. Šlo o poslední vystoupení původní pětice členů. Po pěti letech odloučení se Danko, Hudson, Helm a Manuel v roce 1983 znovu sešli na turné bez Robertsona. Manuel zemřel v roce 1986, ale zbylí tři členové pokračovali v turné a občas vydávali nová studiová alba až do Dankovy smrti v roce 1999, po níž se The Band definitivně rozpadli. The Band byli uvedeni do Kanadské hudební síně slávy v roce 1989 a do Rock and Roll Hall of Fame v roce 1994. V roce 2004 je Rolling Stone zařadil na 50. místo v seznamu 100 největších umělců všech dob. The Band obdrželi Cenu za celoživotní dílo Grammy v roce 2008 a byli uvedeni do Kanadské chodníku slávy v roce 2014.

## Diskografie

### Studiová alba
- Music from Big Pink (1968)
- The Band (1969)
- Stage Fright (1970)
- Cahoots (1971)
- Moondog Matinee (1973)
- Northern Lights – Southern Cross (1975)
- Islands (1977)
- Jericho (1993)
- High on the Hog (1996)
- Jubilation (1998)

### s Bobem Dylanem
- Planet Waves (1974)
- The Basement Tapes (1975)